# 安多尼·納吉布
安多尼·納吉布（阿拉伯語：أنطونيوس الأول نجيب；1935年3月18日—2022年3月28日）是天主教埃及籍主教級樞機及科普特禮天主教亞歷山大宗主教區榮休宗主教。

## 生平
納吉布於1935年3月18日在埃及明亞省的城鎮塞馬盧特出生。他於1953年到1958年在開羅馬迪的不同禮儀神學院（interritual seminary）就讀。及後又在羅馬宗座傳信學院就讀。然後，他回到埃及並於1960年被祝聖為科普特禮天主教會神職人員。
他在明里教區服務一年後再回到羅馬，並分別在1962年和1964年獲得神學和聖經（Scripture）執照。另外，他從1964年開始在馬迪的神學院教授聖經並曾與一批新教和東正教的聖經專家共同將聖經翻譯為阿拉伯語。
他於1977年被任為明亞教區主教。他擔任該教區主教直到2002年辭職為止。他於2006年3月20日被選為科普特禮天主教亞歷山大宗主教區宗主教，接替同年榮休的斯德望二世樞機。
納吉布於2010年4月年滿75歲，达到宗主教法定退休年齡；但聖座拒絕其辭任並要求他繼續出任宗主教。教宗本篤十六世於2010年10月將他擢升為主教級樞機。由於健康理由，他因此於2013年1月辭任宗主教之職。他於同年3月的教宗選舉秘密會議中以樞機身份出席。
納吉布在開羅長期患病後，於2022年3月28日去世，享年87歲。

## 外部連結
- Cardinals of the Holy Roman Church biography of Antonios NaguibArchive.today的存檔，存档日期2017-05-27
- Catholic-Hierarchy.org page on Antonios Naguib（页面存档备份，存于）
- GCatholic.org info （页面存档备份，存于）